# Пучкаревский, Егор Александрович
Егор Александрович Пучкаревкий (род. 6 февраля 1993 года) — российский пятиборец.

## Карьера
Первый тренер — О. А. Трубинер. В настоящее время тренеры — Старостин А. В. и Горностаев Н. М.. Тренируется в СШОР «Северный» («Динамо», Москва).
Серебряный призёр чемпионата России 2014 года. Заняв шестое место на чемпионате Европы 2015 года, квалифицировался на летнюю Олимпиаду 2016 года.
Обладатель Кубка России (февраль 2016 года).